# Wicin
Wicin (do 1945 niem. Schulzendorf) – osada w Polsce położona w województwie zachodniopomorskim, w powiecie gryfińskim, w gminie Mieszkowice. Pierwsza wzmianka o miejscowości pochodzi z 1337 r., w następnych wiekach należała do nowomarchijskich rodów von Mörner z Kłosowa i Czelina oraz von Sydow z Sitna. Od 1945 r. leży w granicach Polski.

## Położenie
Zgodnie z podziałem fizycznogeograficznym Polski według Kondrackiego teren, na którym położony jest Wicin należy do prowincji Niziny Środkowoeuropejskiej, podprowincji Pojezierza Południowobałtyckiego, makroregionu Pojezierze Południowopomorskie oraz w końcowej klasyfikacji do mezoregionu Równina Gorzowska.
Miejscowość leży 3 km na południe od  Mieszkowic.
W latach 1975–1998 miejscowość administracyjnie należała do województwa szczecińskiego.

## Historia
- 1337 – wzmianka w  księdze ziemskiej margrabiego brandenburskiego Ludwika Starszego pod nazwą Schultendorp, w ziemi mieszkowickiej: "Schultendorp XX, dos II, pactus VII solidos, taberna soluit X solidos"[3] – wieś liczy 20 łanów, wolne od ciężarów podatkowych są 2 łany parafialne, pakt (pactus, rodzaj podatku płacony rycerstwu przez chłopów) wynosi 7 szylingów, karczma wnosi opłatę 10 szylingów
- 1351 – margrabia Ludwik Rzymski nadaje Dietrichowi (Thideke) von Mörner, Ottonowi (wójt Chojny), ich braciom Heineke i Reineke oraz kuzynowi Thideke za wierną służbę „do wspólnej ręki” (z prawem wzajemnego dziedziczenia) ojcowskie lenna w Kłosowie, Wicinie i More (opuszczona wieś na polach Czelina w Łęgu Odry), z prawami i dochodami, jak i później nadane im Barnówko, Odrzycko (Oderberg), Othwick (Ortwig w Łęgu Odry) i Crutznick[4]
- 3.06.1491 – Hans Starszy, Hans Młodszy i ich kuzyn Bernt (Bernard I) von Mörner z Kłosowa i Czelina, są wymieniani jako posiadacze 14 łanów w Wicinie[5]
- 1495 – bracia Hans i Busso von Sydow z Sitna posiadają potwierdzone przez margrabiego Jana Cicero m.in. 9 łanów i połowę opuszczonego Wicina[6]
- 1499 – bracia Hans i Busso von Sydow z Sitna otrzymują list lenny od margrabiego Joachima I, w którym nadaje im m.in. Wicin
- XVI w. – część Wicina znajduje się w rękach von Sydowów z Sitna
- 1572 – Mornerowie z Czelina i Kłosowa posiadają ¼ pól opuszczonego Wicina[7]
- XVIII–XIX w. - folwark Wicin należy do majątku Sitno rodu von Sydow[8][9][10]

### Nazwa
Schultendorp 1337, Schultendorpissche Mole [młyn] 1405, Schultendorff 1491, Schultzendorff  1720, Vorwerk Schultzendorf 1778, 1945, Piasków 14 X 1945, Wicin 1948
Pierwotna dzierżawcza nazwa niemiecka pochodzi od średnio-dolno-niemieckiego schulte, górnoniemieckiego Schulze „sołtys” + dorp (Dorf) „wieś”.

## Demografia
Liczba ludności:

## Oświata i nauka
Uczniowie uczęszczają do szkoły podstawowej w Troszynie oraz do gimnazjum w Mieszkowicach.

## Religia
Wicin należy do rzymskokatolickiej parafii Wniebowzięcia Najświętszej Maryi Panny w Troszynie. W miejscowości nie ma kościoła.